# Sezione FBA Varazze
La Sezione FBA Varazze fu un reparto attivo nel Corpo Aeronautico del Regio Esercito (Prima guerra mondiale).

## Storia
Nel febbraio 1917 la Sezione FBA Varazze di Varazze dispone di 4 idrovolanti FBA Type H e nel luglio ha in forza 3 piloti e 2 osservatori.
Il 15 dicembre l'unità dispone di 5 piloti per 4 FBA.
Varazze era sede della ditta CIVES che costruiva gli FBA.  
All'inizio del 1918 la Sezione Idro di Varazze si sposta a Sanremo ed il 1º aprile nasce la 266ª Squadriglia per il Comando Marittimo ma con personale del Regio Esercito.